# Anastomyza hyalipennis
Anastomyza hyalipennis är en tvåvingeart som beskrevs av Malloch 1933. Anastomyza hyalipennis ingår i släktet Anastomyza och familjen myllflugor. Inga underarter finns listade i Catalogue of Life.